# 최윤석 (야구인)
최윤석(崔允碩, 1987년 3월 28일 ~ )은 전 KBO 리그 한화 이글스의 내야수이자, 현 KBO 리그 한화 이글스의 수비코치이다.

## 선수 시절

### SK 와이번스시절
2010년에 5라운드(전체 40순위) 지명을 받아 입단하였다. 2010년에 주전 3루수 최정이 건초염으로 인해 2군으로 내려간 후 그가 3루수, 유격수로 선발 출장했다. 신인답지 않은 노련한 수비로 칭찬받았지만 수비에 비해 타격이 아쉽다는 평가를 받았다. 2011년에 고향 팀으로 복귀한 박진만과 함께 유격수로 출장했으며, 정근우와 박진만이 빠졌을 때 공백을 메우며 유틸리티 내야수 백업으로 자리잡았다. 2013년 시즌 후 입대가 확정됐으나 입대 전 보호 선수 명단에서 제외됐다.

### 한화 이글스시절
2014년 KBO 리그 2차 드래프트에서 3라운드 지명을 받아 이적했다. 군 복무를 마친 후 활동했다. 팀 관계자는 내야수 오선진과 하주석도 그와 똑같은 시기에 군 팀에 입단하는 점을 두고 2~3년 후 이들이 제대하는 시기에 맞춰 내야진의 세대 교체 대비를 위해 그를 지명했다고 언급했다.

### 경찰 야구단시절
2013년 시즌 후에 입단하였다.

### 한화 이글스복귀
2015년에 복귀하였다.

## 야구선수 은퇴 후
2021년에 한화 이글스의 전력분석원으로 활동했고, 2022년부터 한화 이글스의 2군 수비코치로 활동했다.

## 출신 학교
- 서울화곡초등학교
- 덕수중학교
- 서울 성남고등학교
- 홍익대학교

## 통산 기록
| 연도 | 팀명  | 타율  | 경기 | 타수 | 득점 | 안타 | 2루타 | 3루타 | 홈런 | 루타 | 타점 | 도루 | 도실 | 볼넷 | 사구 | 삼진 | 병살 | 실책 |
| ---- | ----- | ----- | ---- | ---- | ---- | ---- | ----- | ----- | ---- | ---- | ---- | ---- | ---- | ---- | ---- | ---- | ---- | ---- |
| 2010 | SK    | 0.092 | 47   | 76   | 13   | 7    | 2     | 0     | 0    | 9    | 2    | 7    | 1    | 8    | 1    | 19   | 1    | 1    |
| 2011 | SK    | 0.244 | 82   | 156  | 21   | 38   | 4     | 1     | 1    | 47   | 9    | 4    | 4    | 32   | 7    | 38   | 2    | 6    |
| 2012 | SK    | 0.229 | 109  | 170  | 17   | 39   | 1     | 0     | 1    | 43   | 15   | 6    | 5    | 33   | 2    | 36   | 4    | 6    |
| 2013 | SK    | 0.194 | 45   | 67   | 10   | 13   | 4     | 0     | 0    | 17   | 4    | 0    | 2    | 13   | 2    | 22   | 3    | 5    |
| 2016 | 한화  | 0.125 | 11   | 16   | 2    | 2    | 0     | 0     | 0    | 2    | 0    | 0    | 0    | 1    | 0    | 4    | 0    | 1    |
| 2017 | 한화  | 0.219 | 21   | 32   | 3    | 7    | 0     | 0     | 0    | 7    | 2    | 0    | 0    | 0    | 0    | 6    | 0    | 1    |
| 2018 | 한화  | -     | 2    | 0    | 1    | 0    | 0     | 0     | 0    | 0    | 0    | 0    | 0    | 2    | 0    | 0    | 0    | 0    |
| 2019 | 한화  | 0.250 | 7    | 12   | 3    | 3    | 0     | 0     | 0    | 3    | 1    | 0    | 0    | 3    | 0    | 4    | 0    | 2    |
| 통산 | 8시즌 | 0.206 | 324  | 529  | 70   | 109  | 11    | 1     | 2    | 128  | 33   | 17   | 12   | 92   | 12   | 129  | 10   | 22   |